# Arconcey
Arconcey és un municipi francès, situat al departament de la Costa d'Or i a la regió de Borgonya - Franc Comtat. L'any 2007 tenia 187 habitants.

## Demografia

### Població
El 2007 la població de fet d'Arconcey era de 187 persones. Hi havia 68 famílies, de les quals 24 eren unipersonals (17 homes vivint sols i 7 dones vivint soles), 17 parelles sense fills, 24 parelles amb fills i 3 famílies monoparentals amb fills.
La població ha evolucionat segons el següent gràfic:
Habitants censats

### Habitatges
El 2007 hi havia 117 habitatges, 78 eren l'habitatge principal de la família, 32 eren segones residències i 7 estaven desocupats. Tots els 117 habitatges eren cases. Dels 78 habitatges principals, 66 estaven ocupats pels seus propietaris, 9 estaven llogats i ocupats pels llogaters i 3 estaven cedits a títol gratuït; 2 tenien una cambra, 5 en tenien dues, 12 en tenien tres, 17 en tenien quatre i 42 en tenien cinc o més. 60 habitatges disposaven pel capbaix d'una plaça de pàrquing. A 37 habitatges hi havia un automòbil i a 33 n'hi havia dos o més.

### Piràmide de població
La piràmide de població per edats i sexe el 2009 era:
| Homes | Edats   | Dones |
| ----- | ------- | ----- |
| 0     | 95 o +  | 0     |
| 0     | 90 a 94 | 0     |
| 4     | 85 a 89 | 0     |
| 0     | 80 a 84 | 4     |
| 4     | 75 a 79 | 4     |
| 4     | 70 a 74 | 4     |
| 16    | 65 a 69 | 12    |
| 4     | 60 a 64 | 12    |
| 0     | 55 a 59 | 0     |
| 4     | 50 a 54 | 0     |
| 4     | 45 a 49 | 4     |
| 16    | 40 a 44 | 4     |
| 20    | 35 a 39 | 8     |
| 0     | 30 a 34 | 4     |
| 4     | 25 a 29 | 4     |
| 0     | 20 a 24 | 0     |
| 0     | 15 a 19 | 8     |
| 4     | 10 a 14 | 4     |
| 12    | 5 a 9   | 4     |
| 4     | 0 a 4   | 4     |

## Economia
El 2007 la població en edat de treballar era de 116 persones, 86 eren actives i 30 eren inactives. De les 86 persones actives 83 estaven ocupades (45 homes i 38 dones) i 3 estaven aturades (2 homes i 1 dona). De les 30 persones inactives 17 estaven jubilades, 8 estaven estudiant i 5 estaven classificades com a «altres inactius».

### Ingressos
El 2009 a Arconcey hi havia 89 unitats fiscals que integraven 207 persones, la mediana anual d'ingressos fiscals per persona era de 16.302 €.

### Activitats econòmiques
Dels 7 establiments que hi havia el 2007, 2 eren d'empreses de construcció, 2 d'empreses de comerç i reparació d'automòbils, 1 d'una empresa de transport i 2 d'empreses de serveis.
L'any 2000 a Arconcey hi havia 23 explotacions agrícoles que ocupaven un total de 1.742 hectàrees.

## Equipaments sanitaris i escolars
El 2009 hi havia una escola elemental integrada dins d'un grup escolar amb les comunes properes formant una escola dispersa.

## Poblacions properes
El següent diagrama mostra les poblacions més properes.